# ويليام غيليسبي
ويليام غيليسبي (بالإنجليزية: William Gillespie)‏ هو ممثل اسكتلندي، ولد في 24 يناير 1938 في أبردين في سكوتلندا، وتوفي في 23 يونيو 1938 في لوس أنجلوس في الولايات المتحدة.

## أعمال

### أفلام
- (1917) المهاجر

## وصلات خارجية
- ويليام غيليسبي على موقع IMDb (الإنجليزية)
- ويليام غيليسبي على موقع أول موفي (الإنجليزية)
- ويليام غيليسبي على موقع قاعدة بيانات الفيلم (الإنجليزية)